# Delia neomexicana
Delia neomexicana este o specie de muște din genul Delia, familia Anthomyiidae. A fost descrisă pentru prima dată de Malloch în anul 1918. Conform Catalogue of Life specia Delia neomexicana nu are subspecii cunoscute.